# Pet, Inc.
Pet, Inc. va ser una empresa americana que va ser la primera a produir comercialment llet evaporada com a producte de consum estable amb la seva marca "PET Milk". Tot i que la llet evaporada era popular abans que les neveres fossin habituals a les llars, les vendes van assolir el seu punt màxim a la dècada de 1950 i ara és un producte de nínxol utilitzat en la rebosteria i com a ingredient de cuina.
PET va anticipar aquest canvi i a partir de la dècada del 1950 es va convertir en un conglomerat multimarca de productes alimentaris a través de diverses adquisicions. Això li va donar la propietat de marques de consum com ara aliments mexicans Old El Paso, sopes Progresso, xocolates Whitman's, carns en conserva Underwood i altres. Pet va ser una filial del conglomerat multiindustrial IC Industries entre 1978 i 1991, quan va tornar a ser independent.
Pet va deixar de fer operacions independents el 1995 quan va ser adquirida per Pillsbury Company, i "PET" es va convertir en una marca de Pillsbury. Quan General Mills va adquirir Pillsbury el 2001, la marca PET es va vendre a International Multifoods per evitar problemes antimonopoli. Multifoods, al seu torn, va ser adquirida per JM Smucker el 2004, que va escindir les seves operacions de llet condensada i evaporada ensucrada als Estats Units, inclòs el PET, com a Eagle Family Foods Group el 2014.
La marca comercial "PET" és propietat d'Eagle, que encara produeix la marca de llet evaporada PET Milk. Eagle també llicencia la marca comercial PET a la cooperativa d'agricultors Dairy Farmers of America (DFA), que utilitzen la marca "PET Dairy" com a nom comercial regional per a productes lactis frescos i processats que es venen al sud-est dels Estats Units.